# Blindskär
Blindskär (engelska: Deep Waters) är en amerikansk drama-stumfilm från 1920. Filmen är regisserad av Maurice Tourneur, med manus skrivet av Michael Morton och John Gilbert.

## Rollista
- Rudolph Christians – Caleb West
- Barbara Bedford – Betty West
- John Gilbert – Bill Lacey
- Florence Deshon – Kate Leroy
- Jack McDonald – Morgan Leroy
- Henry Woodward – Henry Sanford
- George Nichols – Kapten Joe Bell
- Lydia Yeamans Titus – Aunty Bell
- Marie Van Tassell – Barzella Busteed
- James Gibson – Squealer Vixley
- Ruth Wing – Zuby Higgins
- B. Edgar Stockwell – Seth Wingate
- Charles Millsfield – Professor Page
- Siggrid McDonald – Pages systerdotter